# Joseph Bridau
Joseph Bridau est un personnage de La Comédie humaine d’Honoré de Balzac. Né en 1799 à Paris, il apparaît pour la première fois en 1808 dans La Rabouilleuse. Enfant pauvre d'une famille ruinée, il reçoit une bourse du Lycée impérial, ce qui lui permet de poursuivre ses études d'art sans grever le budget de sa mère qui, pourtant, lui préfère son frère aîné, Philippe.
On a beaucoup dit[Qui ?] que Joseph Bridau était une construction romanesque dans laquelle entraient plusieurs figures. Il est essentiellement inspiré de Xavier Sigalon, à qui Balzac emprunte non seulement des éléments biographiques mais plusieurs œuvres, notamment La Jeune Courtisane, pour laquelle Sigalon se serait inspiré du personnage balzacien de Coralie… Mais on cite aussi parfois Eugène Delacroix : « On a beaucoup vu Eugène Delacroix derrière Joseph Bridau, le peintre débutant de La Rabouilleuse, sans doute à cause de la description physique du garçon (Delacroix était petit et il avait une grosse tête). Il est même prénommé Eugène Bridau dans Entre savants,. »
Il reparaît dans presque tous les romans de La Comédie humaine comme archétype de l'artiste intègre et inspiré. Un peu méprisé par sa mère qui n'attache aucune valeur à son talent, il est soutenu dès ses débuts par son maître, Gros, par le Cénacle dont il fait partie et, plus tard, par Félicité des Touches, une femme de lettres influente.
Très lié avec Hippolyte Schinner, autre peintre de talent, dans La Bourse, et avec le dessinateur Jean-Jacques Bixiou, il se montre très sévère avec le peintre Grassou, dans Pierre Grassou, dont il rectifie deux peintures « bourgeoises » en le suppliant de cesser de peindre des croûtes pour de l'argent. Le travail et le talent de Joseph Bridau sont finalement couronnés par des prix et des médailles ; il entre à l'Institut et finit très riche, grâce à un héritage qu'il n'a pas sollicité.

## Chronologie de Joseph Bridau dansLa Comédie humaine
- 1816 : il réussit à vendre deux tableaux, ce qui lui permet de payer deux lettres de change que son frère Philippe avait tirées sur sa mère. Il possède une sorte de tirelire qu'il affecte aux besoins de la famille et dans laquelle Philippe Bridau vient puiser régulièrement.
- 1818 : dans Pierre Grassou, il envisage déjà de se détacher de la peinture académique et dans Illusions perdues, le Cénacle soutient ardemment son nouveau style.
- 1822 : dans le coucou du père Pierrotin, il se fait passer pour le peintre Hippolyte Schinner (plus connu que lui) alors qu'il va exécuter des travaux au château de Presles (Un début dans la vie).
- 1823 : il remporte un grand succès au lorsqu'il expose au Salon.
- 1830 : il est parmi les convives du raout de Félicité des Touches dans  Autre étude de femme.
- 1832 : Daniel d'Arthez le charge de décorer la salle à manger de son château.
- 1833 : il sert de témoin avec Daniel d'Arthez au mariage secret de Marie Gaston et de la baronne de Macumer, dans Mémoires de deux jeunes mariées.
- 1838 : il aide Stidmann à faire remettre en liberté Wenceslas Steinbock, en prison pour dettes (La Cousine Bette).
- 1839 : il épouse la fille d'un riche fermier et hérite de son frère, Philippe, tué en Algérie.

Il apparaît aussi dans :
- Le Député d'Arcis
- Ursule Mirouët
- Modeste Mignon
- Splendeurs et misères des courtisanes

## Sources bibliographiques
- Pierre Abraham, Créatures chez Balzac, Paris, Gallimard, Paris, 1931.
- Arthur-Graves Canfield, « Les personnages reparaissants de La Comédie humaine », Revue d’histoire littéraire de la France, janvier-mars et avril-juin 1934 ; réédité sous le titre The Reappearing Characters in Balzac’s « Comédie humaine », Chapell Hill, University of North Carolina Press, 1961 ; réimpression Greenwood Press, 1977.
- Anatole Cerfberr et Jules Christophe, Répertoire de « La Comédie humaine » de Balzac, introduction de Paul Bourget, Paris, Calmann-Lévy, 1893.
- Charles Lecour, Les Personnages de « La Comédie humaine », Paris, Vrin, 1967.
- Félix Longaud, Dictionnaire de Balzac, Paris, Larousse, 1969.
- Fernand Lotte, Dictionnaire biographique des personnages fictifs de « La Comédie humaine », avant-propos de Marcel Bouteron, Paris, José Corti, 1952.
- Félicien Marceau, Les Personnages de « La Comédie humaine », Paris, Gallimard, 1977, 375 p.
- Félicien Marceau, Balzac et son monde, Paris, Gallimard, coll. « Tel », 1970, édition revue et augmentée, 1986, 684 p.  (ISBN 2070706974).
- Anne-Marie Meininger et Pierre Citron, Index des personnages fictifs de « La Comédie humaine », Paris, Bibliothèque de la Pléiade, 1981, t. XII  (ISBN 2070108775), p. 1201.
- Anatole Cerfberr et Jules Christophe, Répertoire de « La Comédie humaine » de Balzac, introduction de Boris Lyon-Caen, Éditions Classiques Garnier, 2008  (ISBN 9782351840160).